# Титул Торренса
Титул Торренса (также титульная система Торренса) — это действующая в некоторых странах общего права система регистрации прав на недвижимое имущество, при котором запись в государственном реестре недвижимости гарантирует бенефициару безусловное право собственности на объект недвижимости и предоставляет материальные гарантии государства по корректному ведению этого реестра. Передача права собственности производится путём регистрации изменений в записях реестра на основании волеизъявления собственника, а не документов о совершённых сделках. Разработка титула Робертом Торренсом в 1857 году преследовала цели повысить достоверность сведений в государственном реестре недвижимости, уменьшить трансакционные издержки при сделках с землёй и недвижимостью и создать максимально полную гарантию права собственности на недвижимость. Титул Торренса получил широкое распространение в странах общего права, особенно в странах Британского содружества. Полным аналогом титула Торренса в странах романо-германского права можно считать французскую кадастровую систему.

## История вопроса
Активное развитие регистрационных систем недвижимого имущества совпало с периодом промышленной революции в странах Западной Европы в XIX веке. По мнению некоторых авторов, разработка регистрационных систем могла быть вызвана потребностью снизить трансакционные издержки на зарождавшемся рынке недвижимости, что, в свою очередь, облегчило бы привлечение недвижимого имущества в качестве залога по обязательствам и реализацию залога при несостоятельности должника. Действовавшие до появления централизованной регистрации системы передачи прав на недвижимость были ненадёжны и не отвечали потребностям быстрого оборота капитала. В частности, Южной Австралии до 1857 года действовала классическая система общего права, устанавливавшая право собственности на основании документа о сделке и требовавшая проверки всей цепочки предыдущих сделок для установления «юридической чистоты» прав собственника на предмет сделки.
При создании новой системы регистрации недвижимости для Южной Австралии Роберт Торренс выбрал модель централизованной регистрации права на недвижимость (также называемую системой поземельных книг), в которой передача права собственности происходит в момент внесения в реестр сведений о новом собственнике. Возможно, на выбор Торренсом модели регистрации оказал влияние германский юрист Ульрих Хюббе, хорошо знакомый с системой поземельных книг, применявшейся в Гамбурге.

## Основные принципы
Система титулов Торренса базируется на государственной регистрации изменений в титуле, в отличие от действующей во многих юрисдикциях регистрации документов о сделках с имуществом. Наличие зарегистрированного изменения записи о владельце в едином реестре является единственным необходимым и достаточным условием перехода права собственности на объект недвижимости. Титул Торренса делает ненужной процедуру «проверки чистоты сделки» путём отслеживания цепочки предыдущих договоров с целью обоснования прав нынешнего владельца и выявления сомнительных сделок в прошлом. Реально действующие в различных юрисдикциях реализации системы Торренса, как правило предусматривают ту или иную схему материальной компенсации лицам, пострадавшим от некорректного ведения государственного единого реестра.
Перенос регистрации прав на собственность из традиционной формы в реестровую запись происходит добровольно, поэтому в большинстве стран, применяющих систему Торренса, остаются незарегистрированные в реестре участки земли.
К основополагающим в системе Торренса можно отнести следующие принципы
1. Принцип отражения (mirror principle) — принцип означает, что сведения в государственном реестре признаются законом достоверными и существенными. Таким образом в интересах собственника является сообщение реестру о всех существенных сведениях о имуществе. В рамках именно этого принципа при продаже недвижимого имущества в титуле меняются лишь сведения о собственнике, а сведения о земле, зданиях и сооружениях, обременениях и прочем остаются прежними. Государственный единый реестр недвижимости в системе Торренса является публичным, то есть открытым всем желающим для ознакомления. В современных реализациях титулов Торренса доступ для чтения и поиска в базе данных единого реестра предоставляется через Интернет всем желающим.
2. Принцип достаточности (curtain principle) — принцип означает, что сведения, не внесённые в реестр, не существуют. Этот принцип жёстко стоит на защите прав добросовестного приобретателя: независимо от легитимности прошлых сделок добросовестный приобретатель не может быть лишён собственности.
3. Принцип страховки (indemnity principle) — означает, что материальный ущерб владельцу или бывшему владельцу титула, явившийся следствием некорректного ведения государственного реестра, подлежит немедленному справедливому возмещению государством, в размере вплоть до полной стоимости имущества.  Государство при этом получает право требования к виновникам в порядке регресса. Принцип страховки дополняет защиту прав добросовестного приобретателя гарантией немедленного справедливого возмещения ущерба любым прежним владельцам за счёт государства.

## Преимущества
Сам Торренс приводил следующие достоинства своей системы:
1. Она предоставляет юридическую защищенность вместо прежней уязвимости;
2. Она сокращает затраты финансов и времени на передачу титулов и установление обременений, превращая фунты издержек в шиллинги, а месяцы — в дни;
3. Она предлагает краткость и ясность взамен многословия и путаницы;
4. Она настолько упрощает операции с поземельной собственностью, что любое лицо, владеющее хотя бы навыками письма, чтения и счета, может самостоятельно совершить сделки со своей недвижимостью;
5. Она полностью исключает возможность мошенничеств и обманов в сфере недвижимости, о которых периодически пишут английские газеты;
6. Она восстанавливает природную стоимость землевладений, которая в значительной степени снижается из-за неясностей прав на нее и обнаруживаемых впоследствии обременений;
7. Она сокращает количество судебных споров вокруг недвижимости, устраняя само основание для них.

## Некоторые практические реализации
Переход на титул Торренса в Британском содружестве подробно описан 1920 году в книге Джеймса Эдварда Хогга.

### Австралия
Переход на открытый реестр и титул Торренса происходил в Австралии между 1857 и 1875 годами. Первой реализацией можно считать систему регистрации, введённую в Южной Австралии самим Робертом Торренсом, на основании закона о недвижимом имуществе 1858 года.

### Канада
Второй юрисдикцией, принявшей модель Торренса после Австралии в 1861 году стала британская колония Ванкувер, ныне часть канадской провинции Британская Колумбия.

### Доминиканская республика
В Доминиканской республике система Торренса была реализована в 1920 году и используется по сей день.

### Новая Зеландия
Новая Зеландия перешла на открытый реестр и титул Торренса в 1870 году.

### Сингапур
В Сингапуре система Торренса введена в 1993 году законом «О земельных титулах».

### Эстония
В Эстонии принципы системы Торренса установлены законами 1993 года «О вещном праве» и «О крепостной книге», принятыми в рамках реформ 1992—1994 годов по инициативе премьер-министра Марта Лаара в во время президентства Леннарта Мери. Практическая реализация регулирования учёта и оборота недвижимости в эстонском государственном кадастре недвижимости считается одной из самых совершенных в Европе.

### Россия
Достоинства системы Торренса были замечены в России практически сразу после её появления, однако слом российской правовой системы при свержении Временного правительства и разгоне Учредительного собрания сделал все идеи российских имперских правоведов достоянием истории.
Действующую ныне систему учёта и регистрации прав на недвижимое имущество в России нельзя назвать полноценной системой Торренса или кадастровой системой, хотя некоторые её элементы и соответствуют принципам титула Торренса. Учет недвижимого имущества, его принадлежности, а также совершаемых с ним сделок ведется в Едином государственном реестре недвижимости (ЕГРН). Установлена открытость сведений кадастра и реестра и назначена единая организация, отвечающая за их ведение — Росреестр. Запись в ЕГРН является необходимым и достаточным условием возникновения прав собственности на объект недвижимости. Сведения об объекте недвижимости, содержащиеся в кадастре и реестре, достаточно подробны и структурированы, охватывают большинство существенно важной информации об объекте, работает открытая кадастровая карта. При помощи довольно простой веб-формы можно найти и ознакомиться с частью сведений о любом объекте недвижимости.Эти законы, однако, не устанавливают немедленной полной материальной ответственности государства за корректность содержащейся в базах информации. Так же, как и в оригинальной системе Торренса, допустимо существование имущества, не оформленного должным образом и не внесённого в ЕГРН, в частности по состоянию на 2017 год существовало значительное количество объектов неоформленного коммунального имущества.
В 2015 года в Государственной Думе был зарегистрирован законопроект, закрывающий публичный доступ к сведениям о владельцах имущества. Законопроект был поддержан правительством. Ограничение открытости сведений уменьшило бы возможности выявления общественностью случаев незаконного обогащения и повышает деловые риски.
В июле 2022 года Государственная Дума приняла закон, ограничивающий публичный доступ к персональным данным собственников объектов недвижимости, начиная с 1 марта 2023 года они были исключены из стандартной выписки ЕГРН, теперь включение этих сведений в выписку будет производиться только с согласия собственника. Такое ограничение открытости сведений могло привести к затруднениям в деятельности риэлторских и кредитных организаций, увеличить риски противоправных действий в сфере имущества.